# Renato Morelli
Renato Morelli (Campobasso, 17 luglio 1905 – Roma, 10 marzo 1977) è stato un politico e avvocato italiano.
Braccio destro di Benedetto Croce, fu Sottosegretario di Stato (alla Presidenza del Consiglio e agli Affari Esteri) in vari governi tra il 1944 e il 1946, anno nel quale fu eletto all'Assemblea Costituente. Fu Presidente dell'INAIL dal 1948 al 1965 e dell'AISS dal 1949 al 1967.

## Biografia
Nato a Campobasso nel 1905, si trasferisce giovanissimo a Napoli e dopo le lauree in Giurisprudenza - primo dei laureati del suo anno - e in Scienze Sociali lavora come avvocato di successo e collabora con Il Mattino e altri giornali liberali, rassegnando le dimissioni a causa della sua opposizione al fascismo nel 1939.
Nel 1935 il Banco di Napoli, di cui era Avvocato Capo, lo nominò direttore del delicato ramo delle banche minori, che aveva assorbito in tutto il Mezzogiorno d'Italia, in seguito alle difficoltà della Grande Depressione. Durante questo periodo, strinse una profonda amicizia con Benedetto Croce, di cui divenne uno dei più vicini discepoli e il principale collaboratore ed emissario politico. Mantenne assidui e proficui rapporti per conto del Croce con Enrico de Nicola, Carlo Sforza, Luigi Sturzo, Luigi Einaudi, Alcide de Gasperi, la Real Casa e molti altri protagonisti politici di quel periodo storico. Fu tra i fondatori, insieme a Croce, del rifondato Partito Liberale, dirigente clandestino del Comitato di Liberazione Nazionale (CLN) e a fine settembre 1943, dopo l'Armistizio di Cassibile, partecipò alle Quattro Giornate di Napoli, rivolta popolare contro le truppe naziste, per le quali fu insignito di Medaglia d'Oro dal Comune della Città.
Nel Gennaio del 1944, partecipò al Congresso di Bari e rappresentò Croce nel lavoro di stesura dell'ordine del giorno, poi approvato all'unanimità.  Nell'Aprile del 1944 fu nominato Sottosegretario alla Presidenza del Consiglio dei Ministri del Gabinetto Badoglio II su proposta di Croce, ricoprendo il ruolo di braccio destro di Croce nel governo. Successivamente fu Sottosegretario di Stato agli Affari Esteri con delega agli Italiani all’estero e Reggente del Ministero per l'Africa Italiana nei gabinetti Bonomi II e III, Parri e De Gasperi I, tra il 1944 e il 1946, quando fu eletto all’ Assemblea Costituente per il Partito Liberale.
Dal 1948 al 1965 fu Presidente dell'INAIL, Istituto Nazionale di Assicurazione contro gli Infortuni sul Lavoro, che ha ristrutturato finanziariamente e per il quale ha costruito e consolidato una vasta rete di ospedali traumatologici in tutta Italia, guadagnandosi il rispetto di tutti gli schieramenti politici.  Per la sua significativa esperienza e conoscenza nel campo delle assicurazioni sociali, fu eletto Presidente, nel 1949, dell'Associazione Internazionale per la Sicurezza Sociale (AISS), un'agenzia dell'Ufficio Internazionale del Lavoro (ILO) accreditata presso le Nazioni Unite. Sotto la guida quasi ventennale di Renato Morelli, l'AISS ha esteso i propri membri a oltre cento nazioni ed è diventata il principale forum del mondo per la cooperazione delle principali organizzazioni e istituti di previdenza sociale.
Ammalatosi di una grave forma di morbo di Parkinson dal 1964, si ritirò progressivamente dalla vita attiva e morì a Roma nel marzo 1977, dove aveva vissuto sin dalla sua liberazione nel 1944.